# Cienin Zaborny-Parcele
Cienin Zaborny-Parcele – wieś w Polsce położona w województwie wielkopolskim, w powiecie słupeckim, w gminie Słupca. Miejscowość wchodzi w skład sołectwa Cienin Zaborny.
| SIMC    | Nazwa  | Rodzaj    |
| ------- | ------ | --------- |
| 0294711 | Kunowo | część wsi |

W latach 1975–1998 miejscowość administracyjnie należała do województwa konińskiego.